# ルベーグ測度の正則性定理
数学の分野におけるルベーグ測度の正則性定理（ルベーグそくどのせいそくせいていり、英: Regularity theorem for Lebesgue measure）とは、実数直線上のルベーグ測度は正則測度であるということについて述べた、測度論の分野の一結果である。くだけた言い方をすれば、実数直線に含まれるすべてのルベーグ可測部分集合は、「近似的に開」かつ「近似的に閉」である、ということをこの定理は意味している。

## 定理の内容
実数直線 R 上のルベーグ測度は、正則測度である。すなわち、R に含まれるすべてのルベーグ可測部分集合と、すべての ε > 0 に対して、次を満たすような R の部分集合 C と U が存在する。
- C は閉；
- U は開；
- C ⊆ A ⊆ U;
- U \ C のルベーグ測度は、ε より厳密に小さい。

さらに、A が有限ルベーグ測度を持つなら、C はコンパクトであるように選ぶことが出来る（したがって、ハイネ・ボレルの定理により、閉かつ有界であるように選ぶことが出来る）。

## 系：ルベーグ可測集合の構造
A がルベーグ可測な R の部分集合であるなら、あるボレル集合 B と零集合 N が存在して、A はそれらの対称差で表される。すなわち、
{\displaystyle A=B\triangle N=\left(B\setminus N\right)\cup \left(N\setminus B\right)}
が成立する。